# Гай Марцій Фігул (консул 64 року до н. е.)
Гай Ма́рцій Фігу́л (лат. Gaius Marcius Figulus; II—I століття до н. е.) — політик, державний та військовий діяч Римської республіки, консул 64 року до н. е.

## Біографія
Імовірно був усиновлений кимось з роду Марціїв, найімовірніше по народженню він був з роду Мінуціїв гілки Термів, а його батько і дід мали однаковий преномен Гай. Взагалі про нього замало відомостей.
У 64 році до н. е. його було обрано консулом разом з Луцієм Юлієм Цезарем. Під час їхньої каденції сенат скасував кілька незаконних колегій, як завдавали шкоди свободі народних зборів і громадському порядку. Після консульства він відмовився від проконсульства. Наступного року Цицерон узяв його в помічники задля боротьби проти змови Луція Сергія Катіліни. Вимагав смертний вирок для його послідовників і 5 грудня 63 року до н. е. голосував за неї для деяких змовників. Надалі швидко помер, Цицерон відмітив коштовний вигляд його гробниці.

## Сім'я
- Син — Луцій Марцій Фігул, командувач флотом під час громадянської війни у Стародавньому Римі 49—45 років до н. е.